# Tepidimonas charontis
Tepidimonas charontis es una bacteria gramnegativa del género Tepidimonas. Fue descrita en el año 2020. Su etimología hace referencia a Charon, el barquero que exigió un pago para transportar los griegos muertos a través de los ríos Styx y Acheron hacia Hades. Es aerobia y móvil por flagelo polar. Forma colonias no pigmentadas. Temperatura de crecimiento entre 25-60 °C, óptima de 50 °C. Catalasa y oxidasa positivas. Se ha aislado de una fuente termal en Portugal. 